# Nusa dispar
Nusa dispar là một loài ruồi trong họ Asilidae. Nusa dispar được Gerstaecker miêu tả năm 1871. Loài này phân bố ở vùng nhiệt đới châu Phi.